# Murayjimat Ibn Hamid
Murayjimat Ibn Hamid (arabă مريجمة ابن حامد) oraș este un oraș în Guvernoratul Madaba din nordul IordaniaIordaniei.